# Sciara migrator
Sciara migrator är en tvåvingeart som beskrevs av Edwards 1927. Sciara migrator ingår i släktet Sciara och familjen sorgmyggor. Inga underarter finns listade i Catalogue of Life.